# Bezzia pachypyga
Bezzia pachypyga är en tvåvingeart som beskrevs av Remm 1974. Bezzia pachypyga ingår i släktet Bezzia och familjen svidknott. Inga underarter finns listade i Catalogue of Life.